# Veta Biriș

## Biografie
Veta Biriș (n. 11 august 1949, Veseuș, România) este o interpretă de muzică populară de pe Valea Târnavei Mici.   

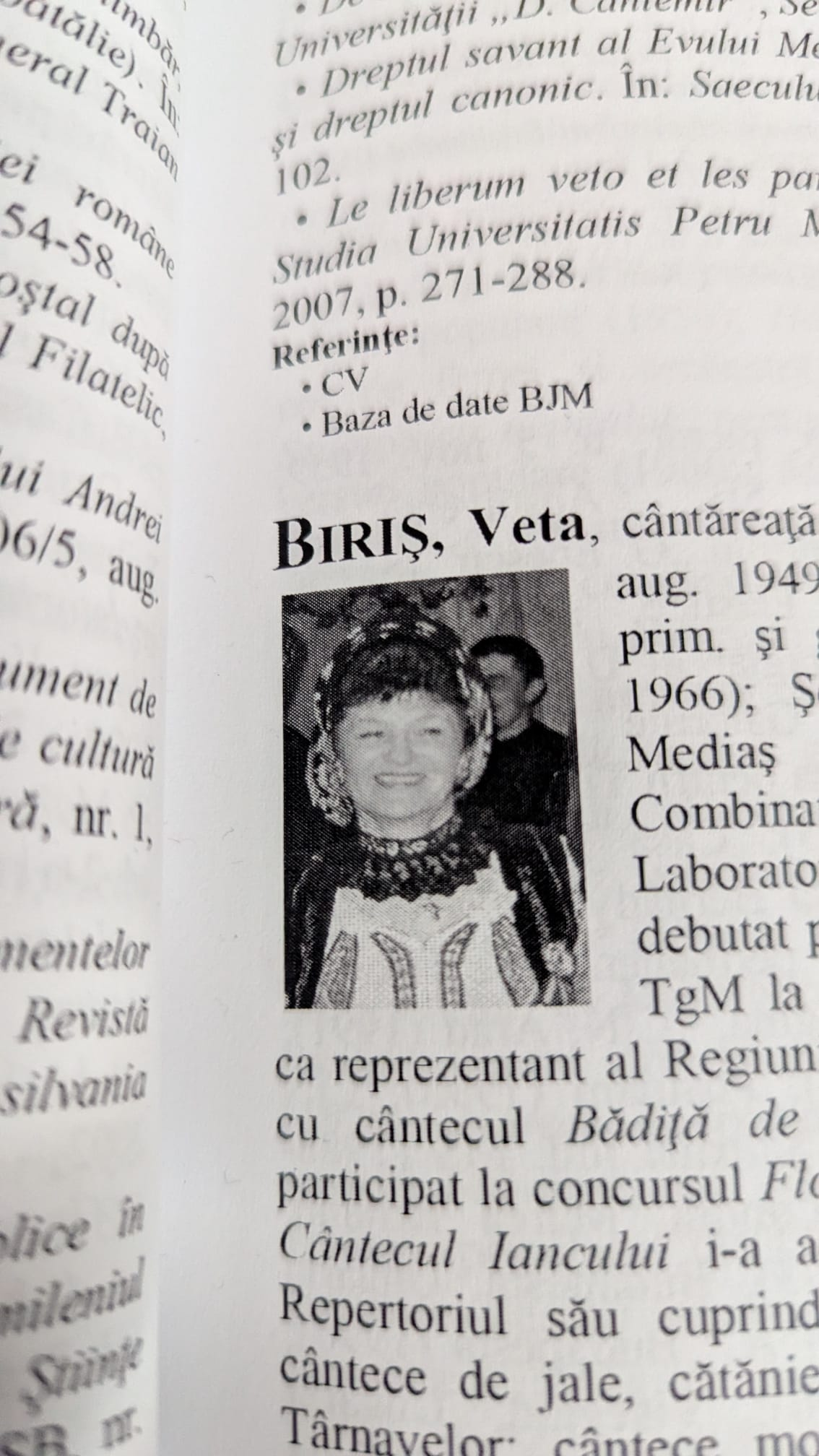
Photo of Veta Biriș

Între anii 1956-1966 își desăvârșește studiile medii la scoala primară și gimnazială din Jidvei, Județul Alba, continuate cu cele ale Școlii profesionale de sticlărie Mediaș(1966-1969), în urma cărora este angajată la Combinatul Chimic, Târnăveni, Laboratorul Central(1969-1989).
Este mătușa actorului Silviu Biriș. Face parte din familia Bisericii Române Unite cu Roma, Greco-Catolică. 

## Activitate
Debutează în 1967 în cadrul concursului „Dialoguri la distanță” și primește nota 10, ca reprezentant al Regiunii Autonome Maghiare Mureș, desfășurat în Palatul Culturii din Târgu Mureș. Cântecul cu care a participat la acest concurs se numește Bădiță de pe Tîrnavă. Primele înregistrări audio le realizează în același oraș, la Radio Târgu Mureș. Totuși, consacrarea îi este adusă în anul 1973 în urma concursului Floare din grădină cu Cântecul Iancului care i-a atras nota 10.  
Repertoriul său cuprinde o paletă largă de folcor: cântece de jale, cătănie sau înstrăinare de pe Valea Târnavelor, cântece moțești, readucând în actualitate vechi cântece populare patriotice. Este prezentă atât în emisiunile de radio, televiziune și scenele locale sau națioanle, cât și pe cele din străinătate alături de nume consacrate precum: Tudor Vornicu, Ileana Popovici, Marioara Murărescu, Elize Stan, Florentina Satmari, Geanina Corondan, Ovidiul Iulian Moldovan, Leopoldina Bălăuță, Ilinca Tomoroveanu. 
Face numeroase turnee în țară: la Turda cu Ansamblul Tineretului(1983), Muntele Găina, Țebea, Câmpia Libertății de la Blaj, Păuliș, Oarba de Mureș, Mărășeși și la Corabia. Printre spectacolele ținute în străinătate se numără: alături de Ansamblul „Târnava” din Sighișoara în Elveția(1980), Bulgaria, Iugoslavia, Cehoslovacia(1983), Egipt și Franța cu Ansamblul „Junimii Sibiului”(1998), Republica Moldova și altele. 

## Discografie
- Așa-i românul (1995)
- La aniversare (1999)
- Oi cânta cu drag în lume (2001)
- E vremea colindelor (împreună cu Ionuț Fulea)
- Sus, sus la munte sus
- Balade
- Nu mă judece lumea
- Veniți la rugăciune(cântece religioase)
- Colinde
- Jură, bade că n-ai fost
- Cântece care-mi plac
- Doamne ocrotește-i pe români în colaborare cu Sava Negrean Brudașcu

## Premii și distincții
Președintele României Ion Iliescu i-a conferit artistei Veta Biriș la 7 februarie 2004 Ordinul Meritul Cultural în grad de Comandor, Categoria D - "Arta Spectacolului", „în semn de apreciere a întregii activități și pentru dăruirea și talentul interpretativ pus în slujba artei scenice și a spectacolului”. 